# Imandra
Imandra (rusky Имандра) je jezero v Murmanské oblasti v severozápadním Rusku. Rozkládá se v jihozápadní části poloostrova Kola, v ruské části Laponska. Nachází se v severojižní ledovcovo-tektonické kotlině v horské části poloostrova. Má rozlohu 876 km² a je největší vodní plochou Murmanské oblasti a tedy i na poloostrově Kola. Dosahuje maximální hloubky 67 m a má objem 11,2 km³. Leží v nadmořské výšce 128 m.

## Pobřeží
Jezero má složitý lopatkovitý tvar a mnoho zálivů, které se daleko zařezávají do souše. Břehovou linii má velmi členitou, pouze východní (Chibinský) břeh je v severním úseku přímý. Skládá se ze tří částí:
- severní Velká nebo Chibinská Imandra (Хибинская) má rozlohu 328 km², délku 55 km a šířka 3 až 5 km;
- centrální Jokostravská Imandra (Иокостравская) má rozlohu 351 km² a šířku 12 km;
- západní Babinská Imandra (Бабинская) má rozlohu 133 km²;

Severní a centrální část jsou spojeny mělkým, Ekostravským průlivem (Иокостравский пролив), který je široký v nejužším místě 700 m. Západní část je spojena s centrální částí krátkým průlivem Širokaja Salma (Широкая Салма).

## Ostrovy
Na jezeře se nachází více než 140 ostrovů, z nichž je největší Erm s rozlohou 26 km².

## Vodní režim
Do jezera vtéká přibližně 20 řek. Na západním břehu např. Pirenga a Monče, které tvoří složité jezerně-říční systémy. Další přítoky jsou např. Belaja dlouhá asi 30 km a přitékající z jezera Velký Vudjavr nebo řeka Peča přitékající z Pečozera. Z Iokostravské Imandry vytéká řeka Niva, která teče do Bílého moře.
Jezero je napájeno sněhovými a dešťovými srážkami. Nejvyšší úrovně dosahuje hladina na konci června, nižší je v dubnu, zamrzá v listopadu a rozmrzá v květnu. Jezero je bouřlivé, náhle vznikají severní a jižní poryvy větru a způsobují silné vlnění. Voda v jezeře se vyznačuje velkou průzračností až do hloubky 11 m.

## Využití
Současnou podobu má jezero od roku 1952, kdy byla postavena hydroelektrárna (Vodní elektrárna Niva I, Нива ГЭС-1) na řece Nivě. Imandra se tak stala vodní nádrží, která dlouhodobě reguluje stav vody. Rozloha se zvětšila z 812 km² na 876 km² a rozsah kolísání úrovně vzrostl z 95 až 109 cm na 200 až 205 cm. Používá se také pro splavování dřeva a zásobování vodou.

## Flóra a fauna
Je bohaté na ryby (maréna, lipan, siven) a rybolov je zde velmi rozšířen. Na západ od Imandry v pohořích Mončetundra a Čunatundra se rozkládá Laponská přírodní rezervace.

## Osídlení pobřeží
Jihovýchodně od jezera prochází železniční trať Sankt Petěrburg-Murmansk. Na severozápadním břehu Imandry v zátoce Mončeguba (Мончегуба) leží město Mončegorsk.